# HMAS Orara
HMAS „Orara” – australijski trałowiec pomocniczy z okresu II wojny światowej. HMAS Orara był największym trałowcem pomocniczym Royal Australian Navy. Przed wojną, wodowany w 1907 statek, służył jako kabotażowiec pływający głównie pomiędzy Sydney, a Byron Bay. Po wojnie został sprzedany do Chin. Zatonął po wejściu na minę w 1950.

## Historia
Kabotażowiec SS Orara został zbudowany w stoczni J Key & Son w Kinghorn (w Scott of Kinghorn Limited według innego źródła) w 1907 na zamówienie North Coast Steam Navigation Company. Pojemność brutto jednostki wynosiła 1297, a pojemność netto 629. Kadłub o konstrukcji stalowej liczył 240 stóp i trzy cale długości, 33 stopy i 9 cali szerokości, jego zanurzenie wynosiło 19 stóp i 9 cali. Napęd stanowiła maszyna parowa potrójnego rozprężania o mocy 201-216 KM z dwoma kotłami i jedną śrubą. Na statku znajdowało się 150 kabin dla pasażerów I klasy i 50 kabin dla pasażerów II klasy.
Statek został wodowany 6 listopada 1907, jego matką chrzestną była pani Mary D. Orr. W czasie prób statek osiągnął prędkość 10 węzłów, którą utrzymał przez osiem godzin, a prędkość maksymalna statku sięgała 15-16 węzłów. Statek wyruszył w podróż z Glasgow do Sydney 23 listopada, na miejsce dotarł 11 stycznia 1908. W czasie służby jako kabotażowiec pływał głównie pomiędzy Sydney (Coffs Harbor) a rejonem Byron Bay. W weekendy często używany był jako statek wycieczkowy po Port Hacking i Byron Bay.
Po wybuchu II wojny światowej Orara została zarekwirowana przez Royal Australian Navy 12 września 1939 i przystosowana do roli trałowca pomocniczego. Był to pierwszy kabotażowiec zarekwirowany przez RAN. Okręt został wyposażony w urządzenia trałowe oraz uzbrojony w armatę 4-calową (102 mm), dwa karabiny maszynowe Lewis kalibru 7,7 mm oraz cztery bomby głębinowe (oraz dwa działka Oerlikon 20 mm według innego źródła).
HMAS Orara (J130) wszedł do służby 9 października 1939, jego pierwszym dowódcą był komandor podporucznik J. V. W. Frizelle. W czasie wojny był okrętem flagwym 20 Flotylli Trałowej, do której należały także okręty HMAS „Swan”, „Yarra” i „Doomba”. Motto okrętu brzmiało „As they sow, so shall we sweep” („Jak je posieją, tak je wytrałujemy”).
9 listopada (data według oficjalnej historii RAN, 8 listopada według innego źródła) Orara wyłowiła rozbitków ze statku SS Cambridge, który zatonął na minie w pobliżu Wilsons Promontory. Postawione nieco wcześniej przez niemieckiego rajdera Passata miny zostały później w większości unieszkodliwione przez Orarę.
Od września 1943 okręt służył w roli mobile escort training vessel (okrętu szkolenia zwalczania okrętów podwodnych).  28 marca 1944 okręt opuścił Sydney i udał się do Nowej Gwinei, gdzie przebywał przez następne 10 miesięcy, do Sydney powrócił 19 stycznia 1945.
W czasie wojny z załogi Orary zginął tylko jeden marynarz, mechanik IV klasy John Gibb.
Z okresu wojny wywodzi się znana anegdota związana z Orarą; 22 grudnia 1940 z pokładu Orary zauważono zbyt jasno świecące światła na rufie HMAS Swan i wysłano sygnał „May I hang my stocking on your Christmas tree?” („Czy mogę powiesić worek na prezenty na Twojej choince?”). Z pokładu Swana odpowiedziano „Yes, and I will shortly be hanging a sprig of mistletoe over my stern” („Tak, a ja zaraz powieszę gałązkę jemioły na rufie”).
W okresie wojennym dowódcami okrętu byli kolejno:
- komandor podporucznik J. V. W. Frizelle - Royal Navy (RN)
- komandor podporucznik C. J. Stephenson - Royal Australian Navy (RAN)
- kapitan J. G. S. Fyffe - Royal Australian Naval Reserves (RANR(S)) - rezerwa RAN
- komandor podporucznik G. E. Owens - RANR(S)
- komandor podporucznik G. F. E. Knox - RAN
- kapitan P. S. Colclough - Royal Australian Naval Volunteer Reserve (RANVR) - ochotnicza rezerwa RAN
- komandor podporucznik G. A. Keith - RANR(S)

Po zakończeniu wojny okręt został przekazany do rezerwy 14 maja 1945, a 7 grudnia został wykupiony od poprzedniego właściciela wraz z HMAS „Coolebar” za 27 tysięcy funtów. 28 czerwca 1946 Orara została sprzedana do sydneyskiej firmy A. J. Elleker za 12 tysięcy funtów.
Po wycofaniu statku ze służby RAN-u nie wszedł on już ponownie do służby jako kabotażowiec na wodach Australii. Była to już wówczas bardzo przestarzała jednostka o archaicznym napędzie i konstrukcji, której wykorzystanie w Australii byłoby nieekonomiczne. W 1947 statek został sprzedany do Chin, gdzie w 1948 otrzymał nową nazwę Pearl River. W 1949 ponownie zmienił nazwę, tym razem na Hong Shan, a w 1950 został ponownie przemianowany, tym razem na Santos. Już jako Santos wszedł na minę 19 czerwca 1950 przy ujściu rzeki Jangcy i zatonął. W katastrofie zginęli liczni pasażerowie.

## Upamiętnienie
Marynarze służący na okręcie w czasie wojny wraz z marynarzami z HMAS „Cerberus”, Minesweeper Association i klubu weteranów Returned and Services League wspólnie ufundowali monument, na którym postawiono jedną z licznych min wyłowionych w pobliżu Australii.
Współcześnie RAN przyznaje nagrodę Orara (Orara award) marynarzom którzy ukończyli z wyróżnieniem kurs szkolenia pośredniego Combat Systems Operator - Mine Warfare.